# مری کیت اولسن
مری کیت اولسن (به انگلیسی: Mary-Kate Olsen) (زاده ۱۳ ژوئن ۱۹۸۶) بازیگر، خواننده، طراح مد، تهیه‌کننده و نویسنده آمریکایی است. ازجمله فیلم‌هایی که او در آن بازی کرده، می‌توان به لحظه‌ای در نیویورک، حیوان‌صفت، پای هر دو گیر است و حواس‌پرتی اشاره کرد.
او خواهر اشلی اولسن و الیزابت اولسن است.